# Хайме, Гиллем
Гиллем Хайме Серрано (исп. Guillem Jaime Serrano; родился 6 января 1999 года, Таррагона, Испания) — испанский футболист, защитник клуба «Эгнатия».

## Клубная карьера
Хайме родился в Таррагоне, Каталония. В 2007 году он присоединился к клубу «Барселона». В 2018 году подписал контракт со второй командой. Гиллем дебютировал за взрослую команду 9 сентября 2018 года, начав с выездной победы со счетом 1:0 над «Сабадель». Его первый гол был забит примерно год спустя, в домашней ничьей против «Химнастик».
1 февраля 2021 года Хайме был отдан в аренду команде третьего дивизиона «Химнастик» до конца сезона.
17 августа 2021 года вернулся в «Барселону B» подписав однолетний контракт.

## Карьера в сборной
В 2014—2015 годах Гиллем защищал цвета юношеской сборной Испании (до 16 лет) и провёл за неё в общей сложности 4 встречи.

## Достижения
«Барселона»
- Победитель Юношеской лиги УЕФА: 2017/18